# Saguday
Saguday é um município de  quinta classe de renda municipal (d) na província Quirino, nas Filipinas. De acordo com o censo de 1 de maio  de  2020 possui uma população de 17 137 pessoas e 4 251 domicílios.